# Мащанка
Мащанка (укр. Мащанка) — село, Мащанский сельский совет, Тростянецкий район, Сумская область, Украина.
Код КОАТУУ — 5925085401. Население по переписи 2001 года составляло 328 человек .
Является административным центром Мащанского сельского совета, в который, кроме того, входит село Братское.

## Географическое положение
Село Мащанка находится на левом берегу реки Буймер, выше по течению на расстоянии в 2,5 км расположено село Братское, ниже по течению примыкает село Комаровка (Ахтырский район). По селу протекает пересыхающий ручей с запрудой. Село окружено большим лесным массивом (дуб).

## Экономика
- ООО «Тростянецкое».
- «Ворскла», агрофирма, ООО.

## Объекты социальной сферы
- Клуб.

## Достопримечательности
- Братская могила советских воинов.